# Parahyponomeuta
Parahyponomeuta é um gênero de mariposa pertencente à família Acrolepiidae.